# 普卡蓬塔山
13°45′20″S 71°10′19″W / 13.75556°S 71.17194°W
普卡蓬塔山（Puca Punta），是秘魯的山峰，位於該國東南部庫斯科大區，由皮圖馬卡區和奧孔加特區負責管轄，屬於韋爾卡努塔山脈的一部分，海拔高度約5,600米。